# Partido judicial de Boltaña
El Partido Judicial de Boltaña, , es el partido judicial n.º 2 de la provincia de Huesca en la comunidad autónoma de Aragón.
El ámbito territorial, que viene regulado por el Real Decreto 529/1983, de 9 de marzo, comprende los municipios:
Abizanda, Aínsa-Sobrarbe, Bárcabo, Benasque, Bielsa, Bisaurri, Boltaña, Broto, Campo, Castejón de Sos, Chía, Fanlo, Fiscal, Foradada del Toscar, La Fueva, Gistaín, Labuerda, Laspuña, Palo, Plan, Puértolas, El Pueyo de Araguás, Sahún, San Juan de Plan, Seira, Sesué, Tella-Sin, Torla, Valle de Bardají, Valle de Lierp y Villanova